# VTB聯賽
VTB聯賽（俄语：Единая Лига ВТБ），成立于2009年，是東歐地区的职业篮球赛事，現在主要由俄羅斯的球隊組成，另外白俄羅斯和哈薩克各有一支球隊參與。主赞助商为VTB银行，联赛冠名由此而来。

## 歷屆冠軍
- 2008     : 莫斯科中央陸軍[2]
- 2009–10 : 莫斯科中央陸軍
- 2010–11 : BC Khimki
- 2011–12 : 莫斯科中央陸軍
- 2012–13 : 莫斯科中央陸軍
- 2013–14 : 莫斯科中央陸軍
- 2014–15 : 莫斯科中央陸軍
- 2015–16 : 莫斯科中央陸軍
- 2016–17 : 莫斯科中央陸軍
- 2017–18 : 莫斯科中央陸軍
- 2018–19 : 莫斯科中央陸軍
- 2019–20 : COVID-19取消
- 2020–21 : 莫斯科中央陸軍
- 2021–22 : BC Zenit Saint Petersburg
- 2022–23 : 喀山尤尼克斯（英语：BC UNICS）

## 另見
亞得里亞海聯賽

## 外部連結
- Official website （页面存档备份，存于）